# ریونوسوکه تسوکی‌گاتا
ریونوسوکه تسوکی‌گاتا (به ژاپنی: 月形龍之介 Tsukigata Ryūnosuke)؛ ( ۱۸ مارس ۱۹۰۲ – ۳۰ اوت ۱۹۷۰) هنرپیشه اهل ژاپن بود.
از فیلم‌هایی که وی در آن نقش داشته‌است، می‌توان به سانشیرو سوگاتا، سانشیرو سوگاتا قسمت دوم، ۱۳ آدم‌کش (فیلم ۱۹۶۳) و نیزه خونین در کوه فوجی اشاره کرد.